# Горондівська сільська рада
| Горондівська сільська рада — колишній орган місцевого самоврядування у Мукачівському районі Закарпатської області з адміністративним центром у с. Горонда. Сільській раді були підпорядковані населені пункти: - с. Горонда |

## Склад ради
Рада складалася з 20 депутатів та голови.

## Керівний склад сільської ради
| ПІБ                    | Основні відомості                                                 | Дата обрання | Дата звільнення |
| ---------------------- | ----------------------------------------------------------------- | ------------ | --------------- |
| Туряниця Іван Іванович | Сільський голова, 1978 року народження, освіта, безпартійний      | 26.03.2006   | 31.10.2010      |
| Туряниця Іван Іванович | Сільський голова, 1978 року народження, освіта вища, безпартійний | 31.10.2010   |                 |

Примітка: таблиця складена за даними джерела